# Parallax
Parallax es un supervillano del Universo DC, un personaje de ficción de los cómics o historietas. Debutó en el número 50 de la revista Green Lantern (volumen 3) y está considerado como uno de los contrincantes más poderosos del Universo DC.

## Historia
Parallax es la encarnación del miedo, tras los trágicos eventos de Crespúsculo Esmeralda, saga en la que es destruida Ciudad Costera, así como todos sus habitantes a manos de Mongul. Hal Jordan se encamina a Oa para buscar el poder suficiente para corregir las cosas enfrentándose a diversos cuerpos de los Linternas Verdes, derrotándolos a todos (entre ellos, a Tomar-Re y Kilowog, sus antiguos maestros, y asesinando a este último), y quitándole sus anillos de poder con lo que cada victoria lo fortalecía. En la etapa final, y a un paso de apoderarse de la Batería Central, los Guardianes del Universo traen a la vida a Sinestro, enemigo jurado de Jordan y antiguo Linterna Verde. Durante la batalla entre ambos, Jordan rompe el cuello de Sinestro y se adentra en la batería de poder, con lo cual absorbe toda la energía dejando sin poder a los demás anillos (con lo que mata a varios Linternas Verdes y a casi todos los Guardianes). Al salir de la batería, el hombre conocido como Hal Jordan se transformó en Parallax.
Una vez que Hal Jordan absorbió el poder de la batería periférica en Oa se vio enfrentado a una versión 'light' de la Liga de la Justicia compuesta por Rayo, Capitán Atom, Mujer Maravilla, el Linterna Verde Alan Scott, el Detective Marciano y Guy Gardner antiguo Linterna Verde y ahora portador del anillo de poder amarillo de Sinestro. Uno a uno, los héroes fueron cayendo hasta que al final se enfrentaron Gardner y Jordan; en el clímax de la batalla Jordan fundió el anillo de Gardner despojándolo de su poder y un ojo.
Tras unas semanas de estos eventos, el joven Kyle Rayner (nuevo Linterna Verde) fue llamado por Superman para ayudar durante la Hora Cero, una crisis que involucraba la destrucción del mismo tiempo. Durante esta saga, se pensó que el autor de la destrucción era Extant (Hank Hall, un héroe de segunda) y se reveló solo al final que el verdadero manipulador fue Parallax, ya que buscaba borrar el universo para crear uno nuevo perfecto. Varios héroes de la Tierra le enfrentaron entre ellos Superman, Atom y Guy Gardner, impidiendo que Parallax cumpliera su cometido. Al final de esta saga, Parallax se enfrenta a Kyle Rayner en Oa aunque, con casi todo su poder agotado, convence a Kyle de que le devuelva su anillo para recuperar su lugar como Linterna Verde Kyle lo hace y descubre que Parallax no ha cambiado y que usa el anillo para recolectar más energía directamente de Oa. Tras recuperar su anillo, Kyle decide que la única forma de vencer a Parallax es destruir su Batería de Poder, es decir el planeta Oa. Kyle usa su anillo para sobrecargar el planeta y este explota dejando solo la figura de Kyle en el espacio.
Tras unos años de la destrucción de Oa, Parallax aparece nuevamente en el departamento de Kyle reclamando el anillo como suyo, por lo que ambos se enfrentan nuevamente con la clara ventaja de Parallax sobre Rayner. Mientras esto ocurre Ganthet (que también había ido a reclamar el anillo por considerar indigno a Kyle) recluta a varios amigos de Jordan para detenerlo, entre ellos Flash (Wally West), Superman, Hawkman y Flecha Verde. Tras una batalla titánica, Parallax derrota a todos los héroes y despoja a Kyle de su anillo; este ya sin poder se enfrenta a él, con lo que le convence de que es un digno sucesor y le regresa el anillo. Ganthet se fusiona con Parallax y se alejan de la Tierra.
Durante la Noche Final, el Devorador de Soles se alimenta del Sol sin que los esfuerzos de los héroes tengan resultado, por lo que Kyle ordena a su anillo que llevarlo junto a Parallax y lo convence luego de ayudarlo a salvar la Tierra. Parallax se enfrenta al Devorador destruyéndolo pero pereciendo en el esfuerzo. Tras recobrar el Sol, se realizó un funeral para Hal Jordan honrándolo como el héroe que fue pese a su breve tiempo como el villano Parallax.
Sin embargo, el personaje de Hal Jordan regresa como el Espectro durante los eventos del Día del Juicio, en el que un ángel caído (Azmodel) se apodera del poder del Espectro y busca destruir la Tierra. Los héroes viajan al purgatorio y se encuentran con el alma de Hal Jordan el cual decide fusionarse con el Espectro buscando redención por sus crímenes.
Tras casi 10 años encarnando al Espectro, Hal Jordan vuelve a la vida en la serie llamada Linterna Verde : Renacimiento. En esta saga se explica que la impureza amarilla de los anillos de poder era en realidad una entidad llamada Parallax que se alimentaba de miedo y se encontraba prisionera dentro de la Batería Central. Parallax simbolizaba el miedo en color amarillo mientras que la fuerza de voluntad se simbolizaba con el color verde. Tras millones de años atrapado en la Batería y dado por muerto, Parallax despertó y aprovechando que los anillos de poder son un conducto hacia la Batería Central buscó entre los Linternas Verdes alguien lo suficientemente fuerte para ayudarlo a escapar, y así fue que encontró a Hal Jordan.
Parallax lo infectó con miedo. Las primeras señales fueron las canas en las sienes de Jordan. Poco después ocurrió la destrucción de Ciudad Costera, lo que trastornó a Jordan, situación que Parallax aprovechó para influenciarlo más, y cuando Hal absorbió el poder de la batería, Parallax quedó libre y se fusionó al alma de Hal.
Jordan pudo liberarse de Parallax al mismo tiempo que el Espectro dejó en libertad el alma de Hal, por lo que volvió a su cuerpo (que se encontraba dentro del Sol y fue rescatado por Kyle Rayner), a tiempo para salvar a Kyle y a Flecha Verde de un ataque. Una vez que lo derrotó, voló a la Tierra para destruir definitivamente a Parallax que se había apoderado de Ganthet. Tras la derrota de Parallax, Hal Jordan anunció su regreso definitivo libre de la influencia de Parallax y se mostró dispuesto a hacer lo correcto cumpliendo el juramento de los Linternas Verdes.

## Enemigos principales
- Guy Gardner - Antiguo rival y aliado de Hal Jordan que se enfrentó a este en su versión como Parallax usando el anillo de poder amarillo de Sinestro y, posteriormente, como el superhéroe conocido como Warrior.
- Kyle Rayner - Reemplazó a Hal Jordan después que este destruyera la batería de poder. Fue el único Linterna Verde por un espacio de casi 10 años en la historieta (dentro de la misma el tiempo transcurrido fue menor).
- Flecha Verde - El mejor amigo de Hal Jordan y el peor enemigo de Parallax. Luchó en varias ocasiones contra este hasta los eventos de Renacimiento, donde le entregó el anillo a Hal.

## En otros medios

### Película
Parallax aparece como el principal antagonista en la película Green Lantern de 2011, con la voz de Clancy Brown, mientras que su captura de movimiento fue realizada por el actor T.J. Storm. En la película, Parallax absorbe las fuerzas de la vida alimentándose del poder amarillo del miedo creado por los seres vivos, y fue creado como resultado de la energía amarilla del miedo que posee y corrompe a Krona. Abin Sur había encarcelado a la entidad en el planeta Ryut, pero luego escapa y busca venganza en los Linternas Verdes y Oa, matando a Abin. Viaja por el universo, absorbiendo el miedo viviente y la fuerza vital de planetas enteros con vida inteligente para aumentar su fuerza, luego planea destruir el Cuerpo de Linternas Verdes. Parallax usa a Hector Hammond como un peón en sus planes. Los poderes de Hammond son el resultado de la exposición a una muestra de Parallax mientras conducía la autopsia de Abin Sur. Después de que Hammond no pueda destruir a Hal Jordan, Parallax mata a Hammond cuando aparece en la Tierra. Entonces, Parallax irrumpe en la Tierra, pero Jordan logra alejar a Parallax del planeta y, posteriormente, atrae al monstruo lo suficientemente cerca del Sol como para que su masa pura lo atraiga y lo destruya.

### Videojuegos
- Parallax aparece en DC Universe Online. Es el jefe final de STAR Labs Alert, donde posee a Sinestro, Arkillo, Kilowog y Hal Jordan. Cuando cada uno está poseído, terminan cambiando; sus caras se oscurecen, sus bocas se extienden y ganan el símbolo de Parallax en sus bocas.